# Crystle Stewart
Crystle Stewart född 20 september, 1981 i Houston Texas är en amerikansk skönhetsdrottning som vann titeln Miss USA 2008 den 11 april. Stewart fick bo i Trump Tower i New York och inneha skönhetstiteln ett år. Stewart representerade USA i Miss Universum 2008, där hon kom på 8:de plats, trots att hon liksom sin företrädare, Rachel Smith, trampade på sin klänning och föll under aftonklänningsmomentet.
Stewart har tidigare deltagit i ett antal skönhetstävlingar i sin hemstat. 